# Communicatio idiomatum
Communicatio idiomatum è una locuzione latina che significa "comunicazione degli idiomi". Il termine è usato nel Cristianesimo come espressione tecnica nell'ambito della teologia dell'Incarnazione. Sta a significare che nel diofisismo cristologico le proprietà del Figlio di Dio, Verbo o Cristo, possono essere attribuite all'uomo Gesù e viceversa.
Il linguaggio della Scrittura e dei Padri della Chiesa mostra che tale scambio reciproco dei predicati è legittimo. Tuttavia esso non è assoluto e in teologia se ne sono discusse le "regole" e le applicazioni.
La questione della communicatio idiomatum, per l'importanza della materia, ha provocato la convocazione di uno dei primi Concili ecumenici, quello di Efeso, tenutosi nel 431.
Il Concilio di Calcedonia (451) ripropose la communicatio idiomatum: